# Крест Силезского восстания
Знак военного отличия «Крест Силезского восстания» — государственная награда Польской Народной Республики.

## История
Крест Силезского восстания учрежден Декретом Государственного Совета Польской Народной Республики от 18 октября 1946 года в связи с 25-летием восстания в Силезии.
Этот знак военного отличия становится почётной наградой участникам боёв за присоединение Силезии к Польше.
Польское население Верхней Силезии, находившееся под властью Германии, восстало против немецкого господства за национальное и социальное освобождение. Восстание продолжалось с 1919 по 1921 год. Силезское восстание способствовало передаче в 1922 году (по решению Лиги Наций) около 1/3 территории Верхней Силезии Польше.
Крестом Силезского восстания награждались активные участники Силезского восстания 1919—1921 годов, участники движения Сопротивления в годы Второй мировой войны, лица, оказывавшие содействие подпольщикам в их борьбе за свободу и независимость Польши.
Крест имел одну степень и награждение им производилось один раз.
Право награждения принадлежало Совету Министров ПНР.
Всего было произведено 20 321 награждение.
Крест Силезского восстания носится на левой стороне груди после медали «Защитнику Народной власти».

## Описание знака
Крест Силезского восстания имеет форму рыцарского креста.
На лицевой стороне в круге, залитом голубой эмалью, обрамленном ободком, помещено изображение орла. Ободок украшен орнаментом в виде венка. На горизонтальных плечах креста проставлены даты: «1921» (на левом) и «1939» (на правом). На нижнем плече проставлена дата: «1945».
На оборотной стороне креста в центральной его части сделана надпись по окружности: «BOJOWNIKOM ŚLĄSKA» (вверху), стилизованное изображение венка (внизу) замыкает окружность. В центре окружности сделана надпись в две строки: «KRN / 1946».
Все надписи и изображения на кресте выпуклые, полированные. Края креста окаймлены полированным бортиком. Поверхность креста гранулированная.
Крест Силезского восстания изготавливался из посеребренного оксидированного томпака.
Размеры креста 35×35 мм, основание 16 мм, диаметр ободка на лицевой стороне 18 мм, ширина бортика 1,2 мм.
В верхней части креста имеется ушко с кольцом, с помощью которого крест соединяется с лентой.

## Лента
Лента креста Силезского восстания шелковая муаровая многоцветная шириной 36 мм. Посредине ленты проходит продольная полоска белого цвета шириной 2 мм. По обе стороны от этой полоски симметрично расположены полоски красного цвета (2 мм), зелёного цвета (2 мм), белого цвета (1 мм) и голубого цвета (8 мм). По краям ленты проходят две полоски белого и бордового цвета шириной 2 мм каждая.